# Poule de Pavilly
Pour les articles homonymes, voir Pavilly.
La pavilly est une race de poules domestiques française.

## Description
La poule de Pavilly est une race de poule de type fermier, rustique et vive qui possède une huppe moyenne. Son plumage est noir.

### Origine
Cette race est originaire de Normandie, de la région d’Yvetot. Elle doit son nom au bourg de Pavilly où se tenait un marché aux volailles important qui ravitaillait Rouen. 
La pavilly naine a été sélectionnée par un éleveur et promoteur de l'aviculture française, Jean-Claude Périquet et homologuée en 2001.

### Standard
- Crête : simple
- Oreillons : blancs
- Couleur des yeux : rouge-orangé
- Couleur de la peau : blanche
- Couleur des tarses : gris ardoise foncée
- Variété de plumage : noir

Grande race :
- Masse idéale : Coq : minimum 3 kg ; Poule : minimum 2,5 kg
- Œufs à couver : min. 70 g, coquille blanche.
- Diamètre des bagues :  Coq : 20 mm ; Poule 18 mm

Naine :
- Masse idéale : Coq : 900 g ; Poule : 800 g
- Œufs à couver : min. 35 g, coquille blanc pur.
- Diamètre des bagues :  Coq : 14 ou 13 mm ; Poule : 12 mm

## Clubs officiels
- Club pour la sauvegarde des races avicoles normandes.

Éditant une revue trois fois par an : Basse-cour Normande  (ISSN 1631-719X) Siège Social et adresse administrative : Mairie de Gournay-en-Bray (76220), adresse Postale : CSRAN - 156, Route du Four à Pain - 76750 Bosc-Roger -sur-Buchy
- Conservatoire des races normandes et du Maine, 14490 Le Tronquay
- Conservatoire pour l'Élevage et la Préservation de la Basse Cour Normande

## Sources
- Le Standard officiel des volailles (Poules, oies, dindons, canards et pintades), édité par la Société centrale d'aviculture de France.